# Diagramme de Kiviat

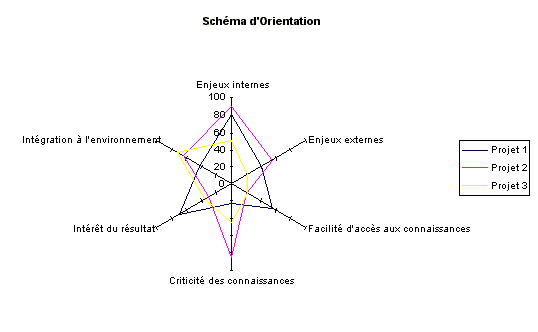
Exemple de Diagramme de Kiviat

Le diagramme de Kiviat, diagramme en radar, en étoile ou encore en toile d'araignée sert à représenter sur un plan en deux dimensions au moins trois ensembles de données multivariées. Chaque axe, qui part d'un même point, représente une caractéristique quantifiée. Est ainsi facilitée une analyse détaillée de plusieurs objets, ainsi que leur comparaison générale (comparaison des surfaces) ou point par point. Ce type de diagramme n'est utile que si les axes sont correctement normés selon l'importance donnée à chaque caractéristique. 
L'un des exemples d'utilisation est la représentation de la répartition des vents à un lieu géographique donné sur une période donnée.
Le diagramme de Kiviat ayant une limite physique[Quoi ?] autour de 8 axes[réf. nécessaire], pour représenter des données multivariées sur encore plus de dimensions, il faut alors utiliser d'autres graphiques tels que les coordonnées parallèles.

## Historique
Il fut créé en 1877 par le statisticien allemand Georg von Mayr (de).